# Йосафата Гордашевська. Світло з України
«Йосафата Гордашевська. Світло з України» — український документальний фільм про Йосифату Гордашевську.

## Сюжет
Фільм оповідає про життя і діяльність Блаженної Йосафати (Михайлини Гордашевської), черниці Української греко-католицької церкви, першої монахині першого в Україні активного греко-католицького монашого чину в русі Сестер Служебниць на тлі перепон воєнного часу та комуністичного режиму.